# Icaré II

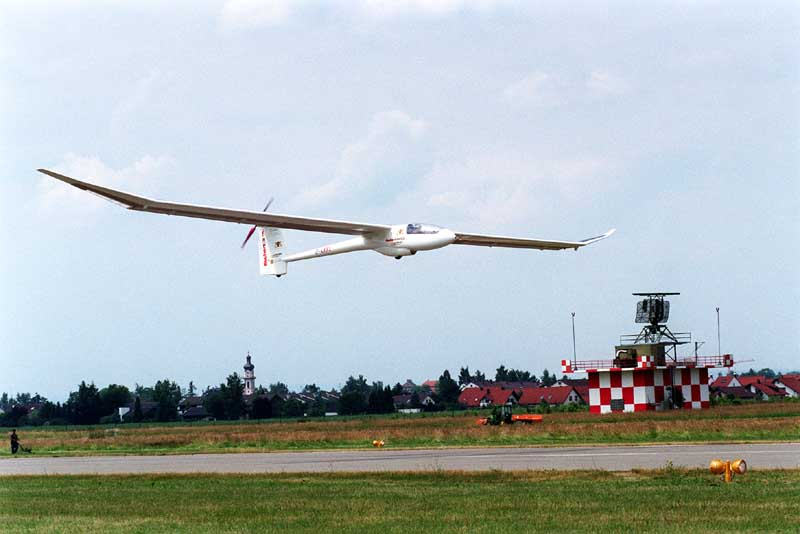
Icaré II beim Erstflug

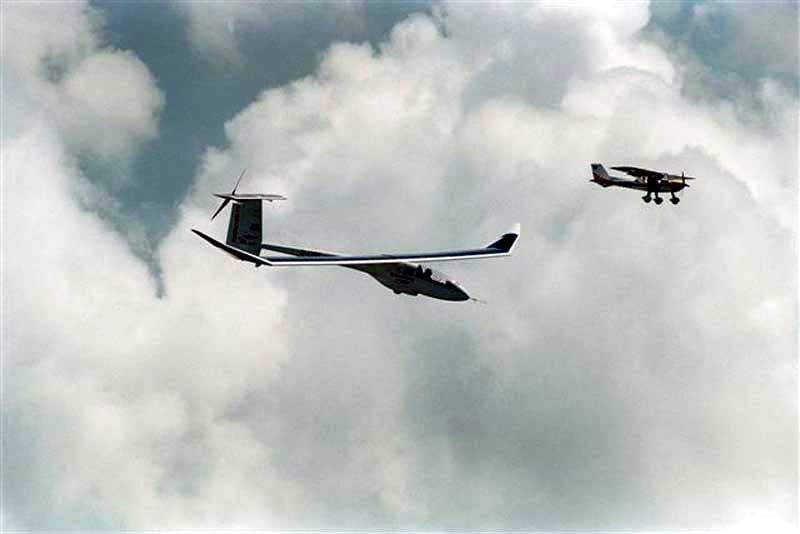

Der Motorsegler Icaré II ist ein Projekt der Fakultät Luft- und Raumfahrttechnik der Universität Stuttgart. Er wird durch Sonnenenergie angetrieben und ist damit ein Solarflugzeug. Dieses Projekt gewann einige Preise. Das Flugzeug absolvierte einen ca. 350 km langen Streckenflug.

## Projekt
Die Fakultät Luft- und Raumfahrttechnik der Universität Stuttgart nahm mit der Icaré II am 1996 weltweit ausgeschriebenen Berblinger-Preis der Stadt Ulm teil. Das Ziel war, einen elektrisch angetriebenen Motorsegler zu entwickeln, der in der Lage ist, ausschließlich mit Sonnenenergie im horizontalen Flug zu bleiben. Mit Hilfe von Sponsorengeldern des Landes Baden-Württemberg und der Universität Stuttgart entstand unter der Leitung von R. Voit-Nitschmann die Icaré als gemeinsames Forschungsprojekt innerhalb der Fakultät Luft- und Raumfahrttechnik. Am 7. Juli 1996 gewann das Projekt den Preis für das leistungsfähigste Solarflugzeug. Am Forschungsprojekt Icaré arbeiteten auch Studenten und Angehörige der Akademischen Fliegergruppen (Akaflieg) mit; etwa 45 Studien- und Diplomarbeiten wurden im Rahmen der Entwicklung des Flugzeuges geschrieben.

## Icaré II
Icaré ist ein für den Solarbetrieb ausgelegtes Hochleistungssegelflugzeug, welches auf geringstes Sinken ausgelegt wurde und auf die leichteste Thermik anspricht. So ist kombiniertes Motor/Thermik-Fliegen möglich. Der 12-kW-Elektromotor ist am Seitenleitwerk angebracht, um den Wirkungsgrad zu erhöhen. Für den Eigenstart wird ein aus vier Strängen bestehender Akkumulator mit einer Kapazität von 915 Wh verwendet, der im Flug durch den großflächig ausgelegten Solargenerator auf der Tragfläche aufgeladen wird. Mit dem ersten Akku konnte das Flugzeug direkt auf eine Höhe von 400 m AGL steigen. Mit den neu eingebauten leistungsfähigeren Lithium-Polymer-Akkus kann die Ausgangshöhe auf 1200 m AGL verbessert werden. Besondere Merkmale sind unter anderem das geringe Leergewicht und die geringe Reisefluggeschwindigkeit, die an die Flugeigenschaften eines Oldtimers erinnert.

## Technische Daten
- Spannweite 		 25 m[1]
- Flügelfläche 		 25 m²
- Flächenbelastung 	 14 kg/m²
- Solarzellenfläche 	 20,6 m² (82 % von Flügelfläche)
- Leermasse	        264 kg
- max. Zuladung		 80 kg
- Startstrecke auf Gras 180 m
- geringstes Sinken (bei 50 km/h) 0,39 m/s
- Gleitzahl (bei 61 km/h) 43
- Überziehgeschwindigkeit bei max. Gewicht (Flügelklappen neutral, Luftbremsen eingefahren) 44 km/h
- zulässige Höchstgeschwindigkeit 120 km/h

- max. Flugdauer ohne Sonneneinstr. (volle Akkus) 40 min
- max. Reichweite ohne Sonneneinstr. (volle Akkus) 33,6 km
- erforderl. Leistung für den Horizontalflug 1400 W

Antrieb:
- Batterie-Energie 	   915 Wh
- Motor-Spitzenleistung 12.000 W
- Wirkungsgrad              92 %

## Auszeichnungen
1996:
- Ulm, Berblinger-Preis 
Ziel war es, ein alltagtaugliches, aerodynamisch gesteuertes Solarflugzeug zu konstruieren, das sich über längere Zeit rein mit Sonnenenergie in der Luft halten können sollte. Das Pilotengewicht für den Testflug wurde auf 90 kg festgelegt.

1997:
- Oshkosh (USA), EAA – Special Achievement Award
- Braunschweig (Germany), German Aero-Club: Goldene Daidalos-Medaille
- St. Aubin (France): OSTIV Preis